# Замок Монброн (Шаранта)
Замок Монброн, который местные жители называют Старым замком, расположен в Монброне, в департаменте Шаранта, во Франции.

## История
Замок в Монброне впервые упоминается в грамоте Карла II Лысого в 852 году.
Древний замок Монброн, название которого происходит от «Mons Berulphi», датируется периодом до XII века.
В XV веке он был снесён с первоначальной прямоугольной башней в знак позора по приказу короля Карла VII. Маргарита де Роган, графиня Ангулемская (жена Жана III Доброго), приказала перестроить замок, некоторые части которого сохранились до сих пор, например, романская крепость.
Жакет де Монберон (фр.), последняя представительница старшей ветви дома Монберон (фр.), вышла замуж за Андре де Бурделя в 1558 году и передала ему графский титул, который затем перешёл в руки Луизы Савойской (графини Ангулемской и матери Франциска I).
В 1624 году наследникам Анри Люксембургского пришлось продать графство Монброн представителям дома Ломени (фр.), которые сохраняли за собой Монброн, а также графство Бриенн, до конца XVII века.
В 1699 году графство приобрел Этьен Шерад (фр.). Его внук Адриен-Александр-Этьен Шерад де Монброн (фр.) получил патентным письмом от декабря 1766 года о возведении его в титул графа Монброна, но во время Революции он был лишен собственности.

## Архитектура
Сохранилась только многоугольная башня. На чертежах показано здание с односкатной крышей. В XVII веке в крепости были прямоугольные окна.
Два расписных камина XVII века, расположенные на первом этаже, классифицированы как памятники истории с 1985 года.

## Фотогалерея

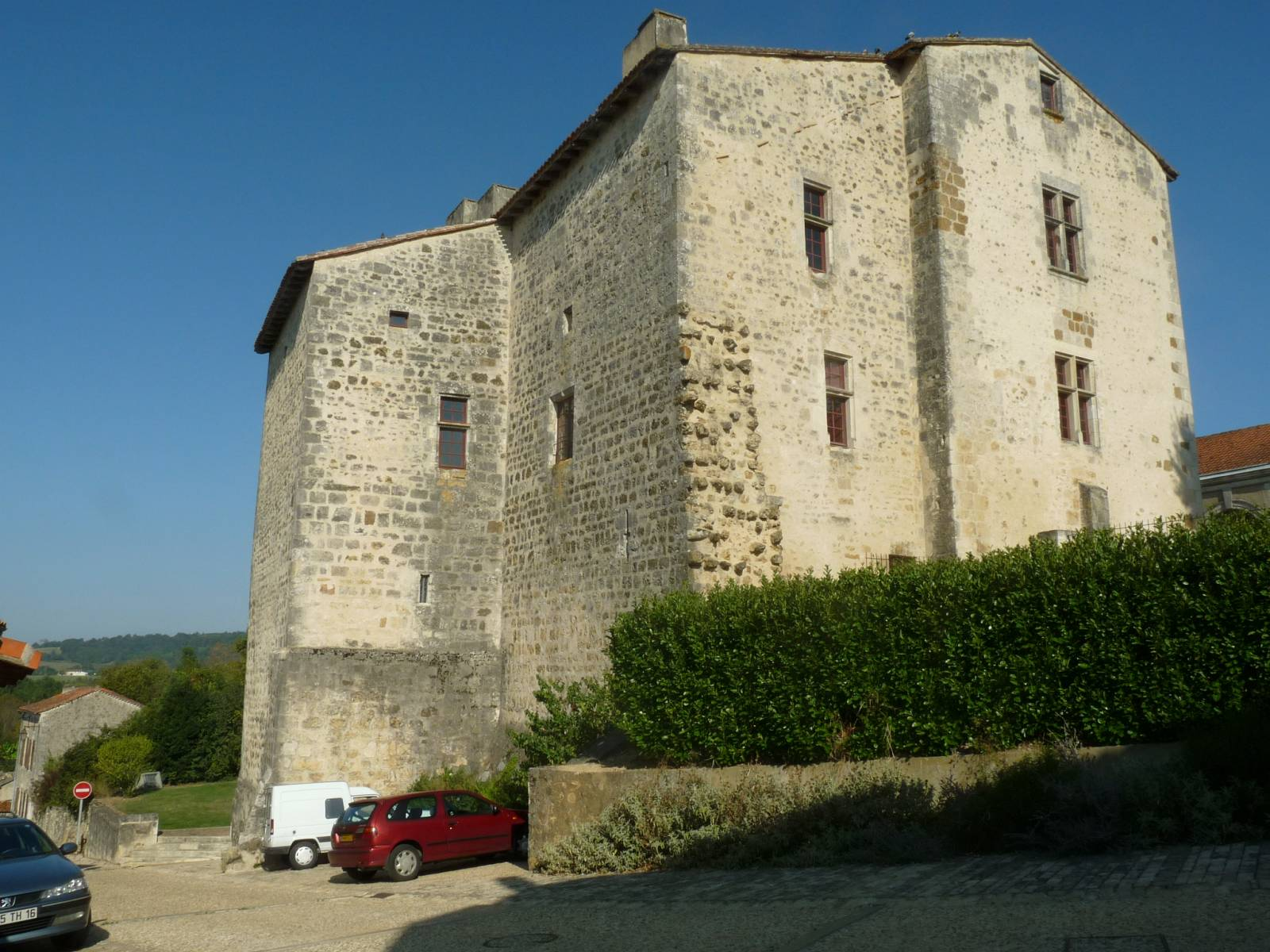
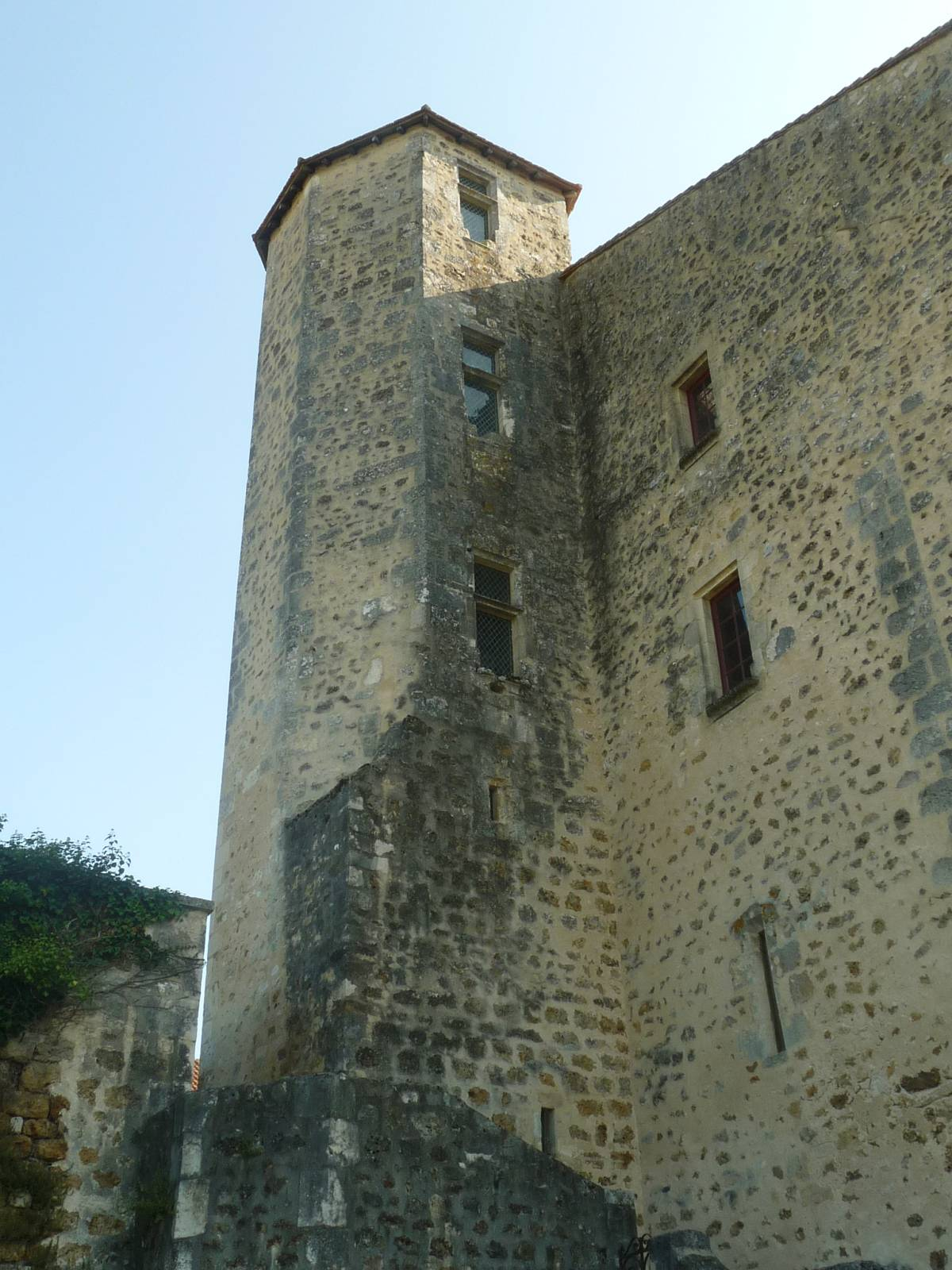
Многоугольная башня
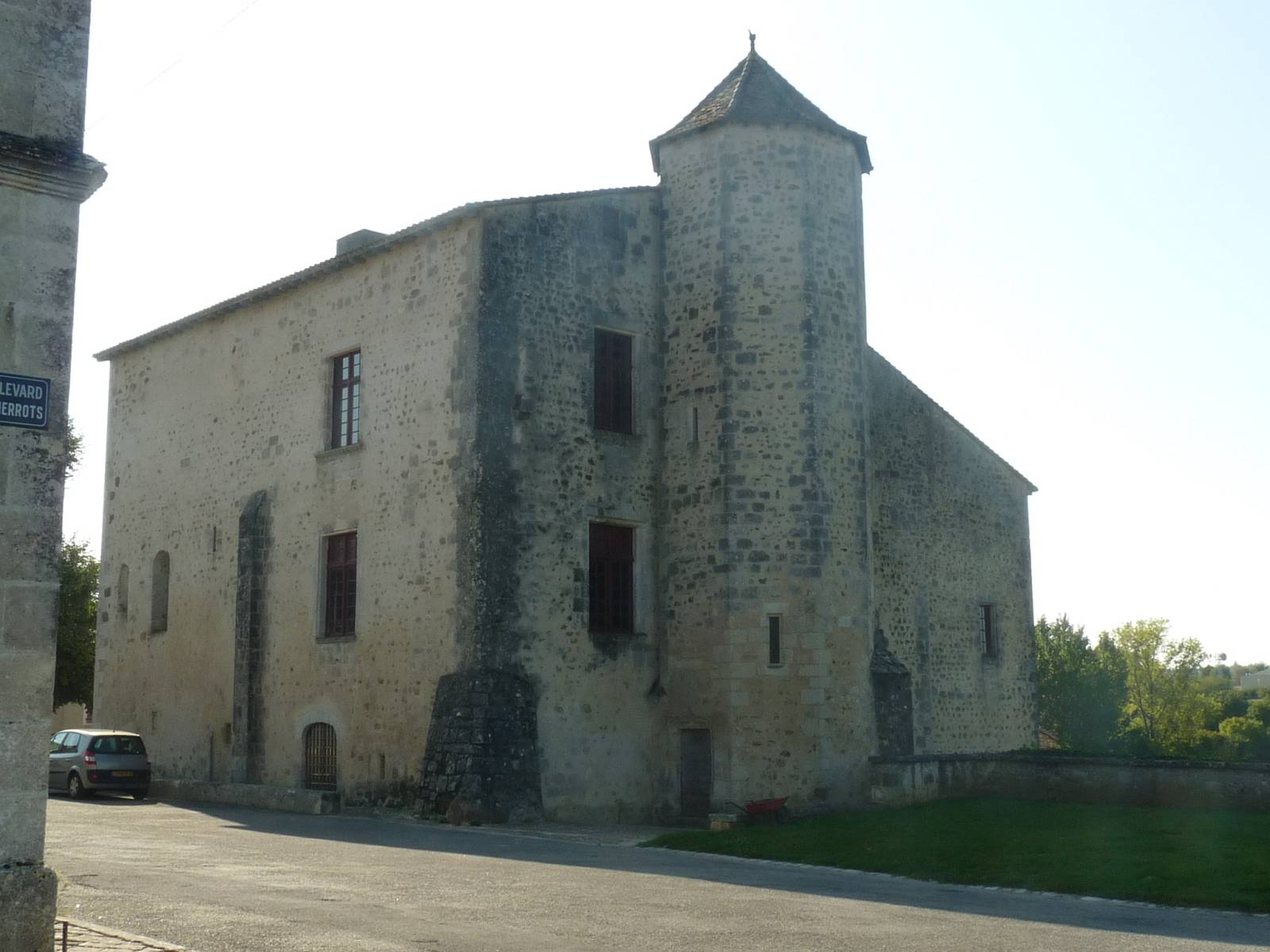
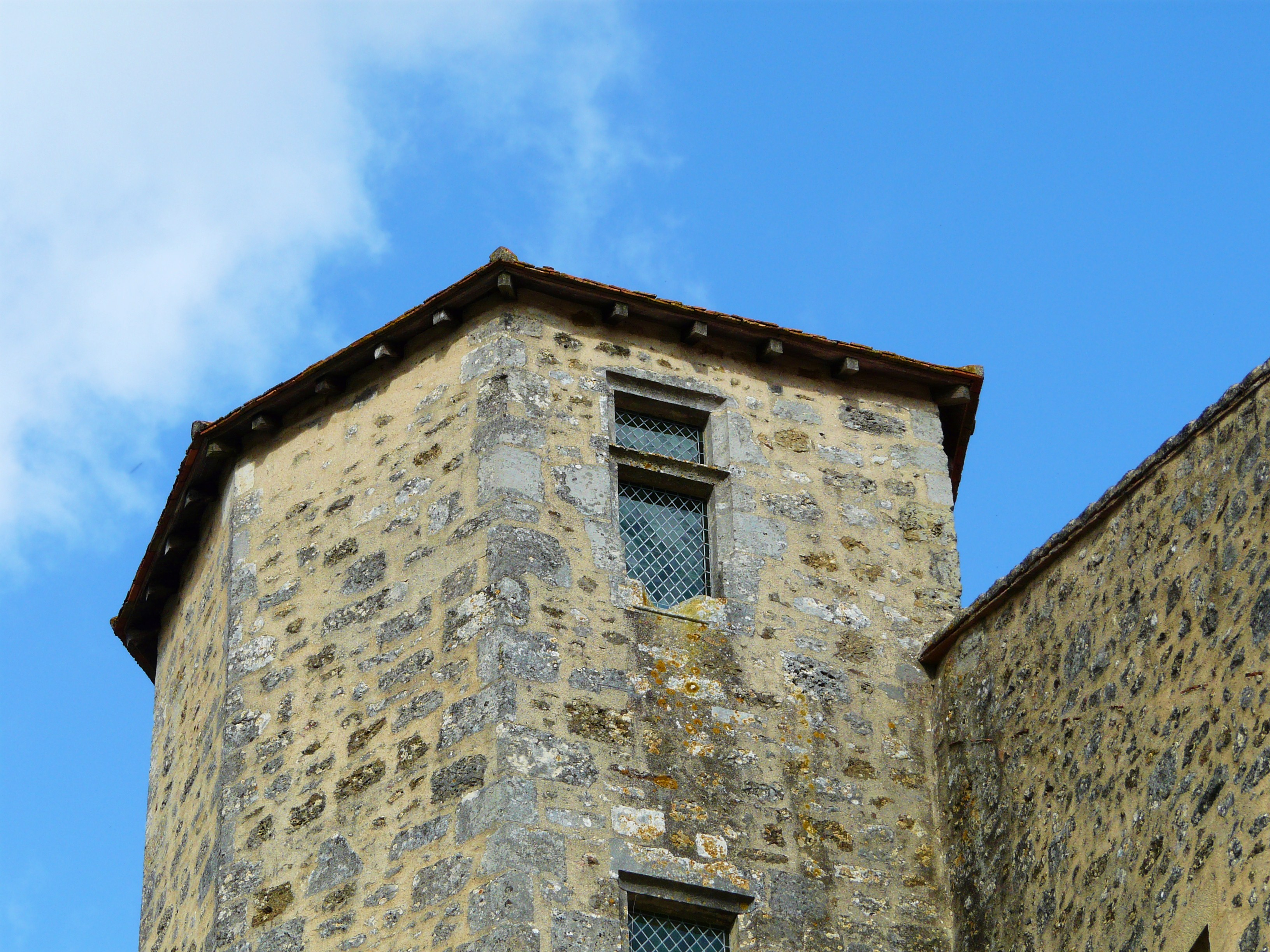
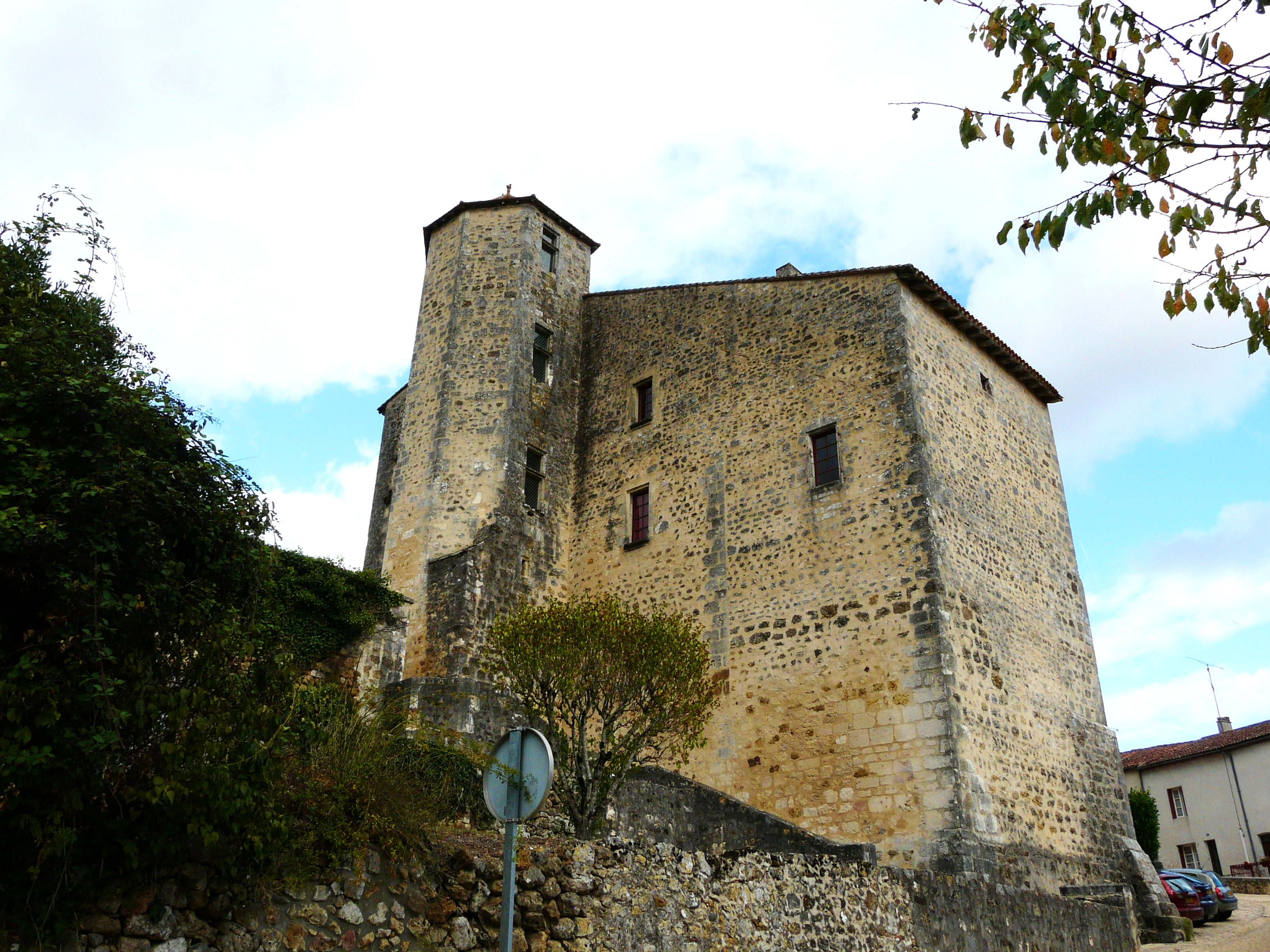
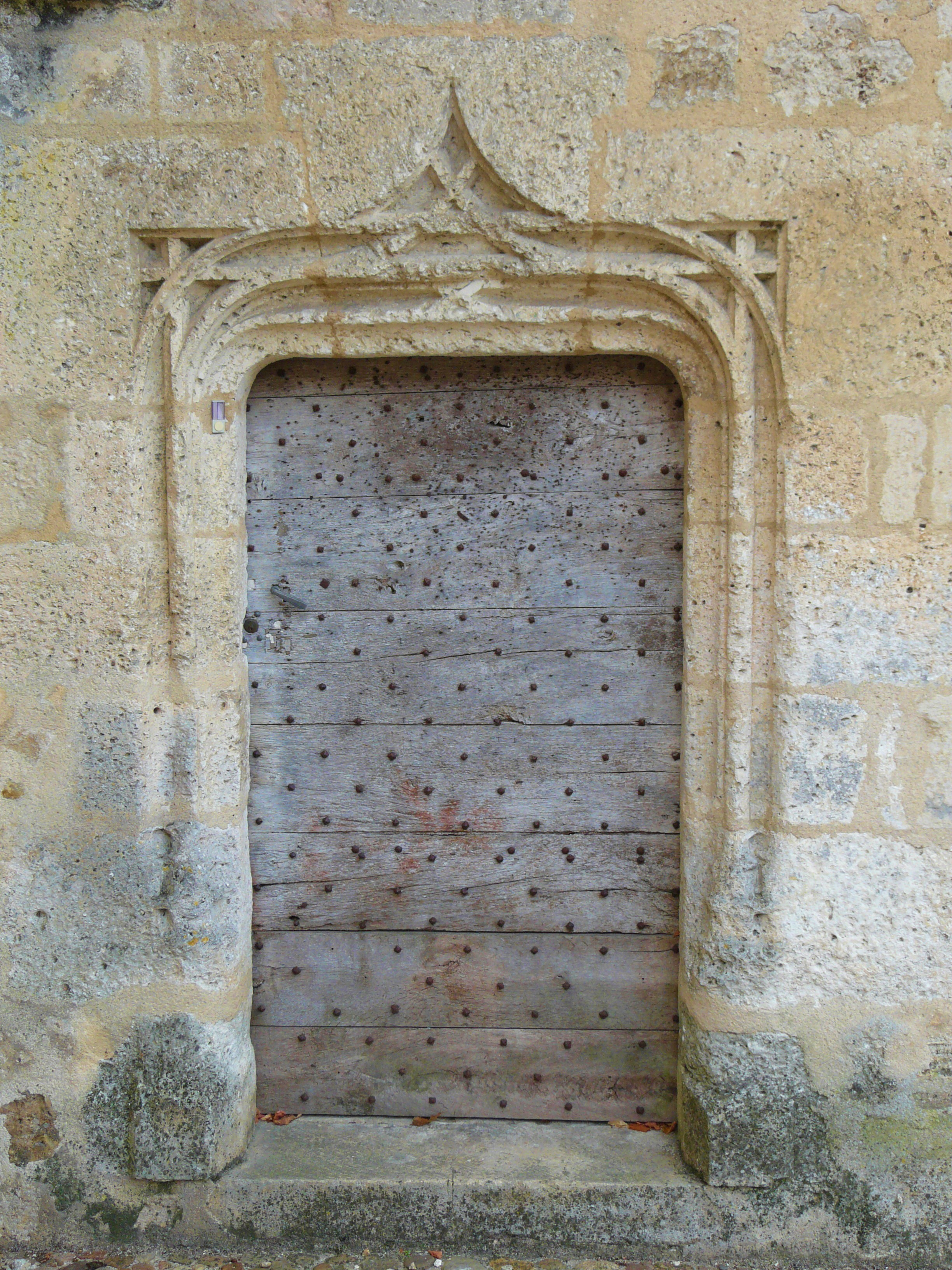
Портал
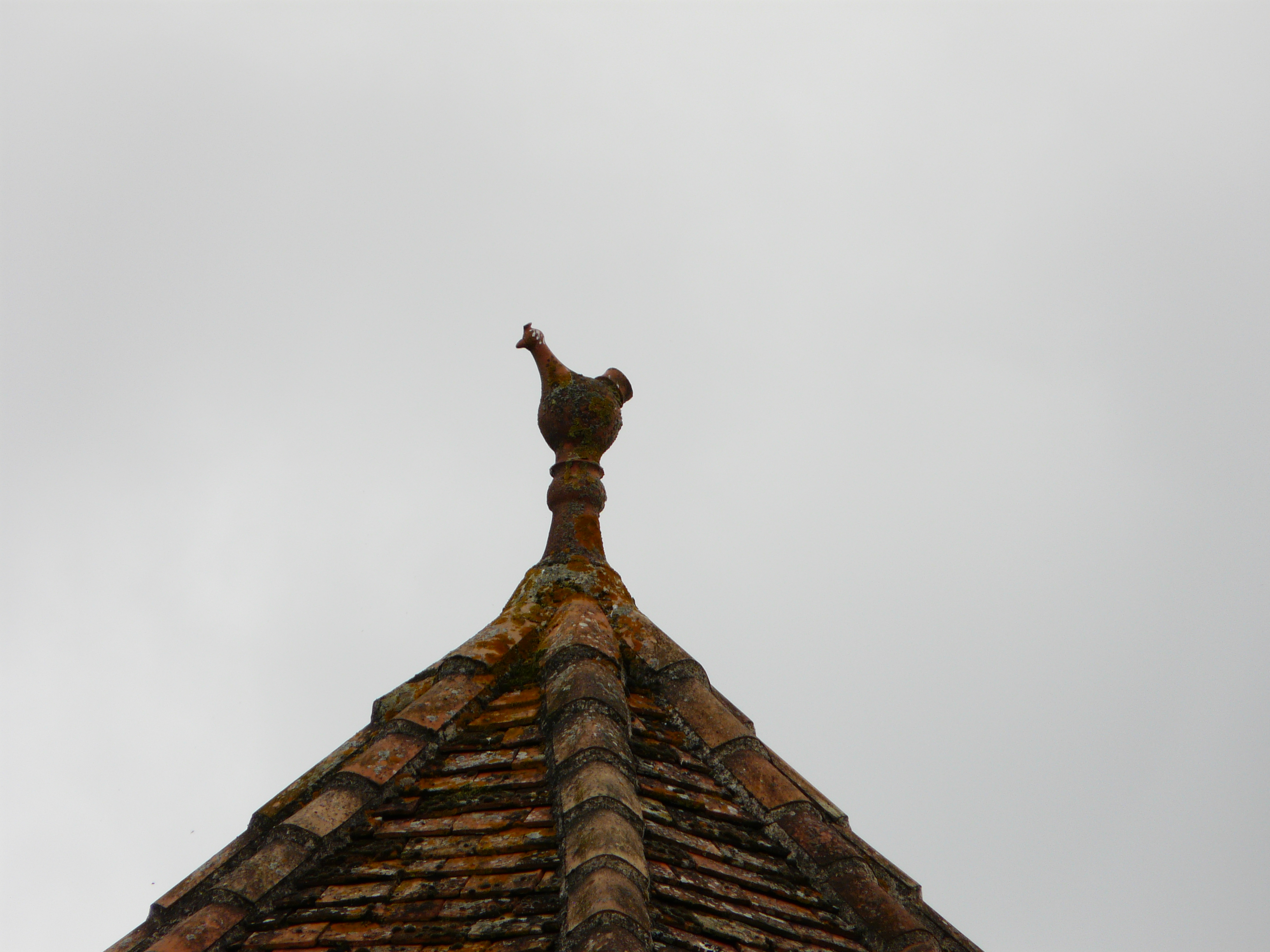
Навершие крыши многоугольной башни